# شاين نيلسون (مقاتل)
شاين نيلسون (بالإنجليزية: Shane Nelson) هو فنان قتال مختلط أمريكي، ولد في 29 نوفمبر 1984 في هونولولو في الولايات المتحدة.

## وصلات خارجية
- شاين نيلسون على موقع يو إف سي (الإنجليزية)
- شاين نيلسون على موقع شيردوغ (الإنجليزية)
- شاين نيلسون على موقع IMDb (الإنجليزية)